# فيرونيكا مونتيس
فيرونيكا مونتيس (بالإسبانية: Verónica Montes)‏ هي ممثلة بيروفية، ولدت في 17 فبراير 1990 في بيرو.

## وصلات خارجية
- فيرونيكا مونتيس على موقع IMDb (الإنجليزية)
- فيرونيكا مونتيس على موقع قاعدة بيانات الفيلم (الإنجليزية)